# حورية جبلية
الحورية الجبلية أو الأُريَادة أو الأوريد (باليونانية: Ορειας بمعنى "جبلي") بحسب أساطير الإغريق، نوع من الحوريات اللاتي عشن في الجبال والوديان، واختلفن عن بعض بحسب المنطقة التي عشن فيها، فمثلًا، الإيداوات كن حوريات جبل إيدا، والشقيقات السبع (البليادات) كن حوريات جبل بلياد. ارتبطت الحوريات الجبليات بآرتميس، حيث فضلت الصيد في المناطق الجبلية.